# František Trkal
František Trkal (né le 10 avril 1970 à Litomyšl) est un coureur cycliste tchèque. Il a notamment participé aux Jeux olympiques d'été de 1992 à Barcelone, où il finit à la 25e place de la course en ligne et 8e du contre-la-montre par équipes. Il est ensuite manager général de l'équipe Cyklotrenink.

## Palmarès
- 1986
  - Course de la Paix débutants
- 1988
  - Course de la Paix juniors
  -  Médaillé d'argent au championnat du monde du contre-la-montre par équipes juniors
- 1989
  - 5e étape du Tour de Bavière
- 1991
  -  Champion de Tchécoslovaquie du contre-la-montre par équipes
- 1992
  - 8e du 100 km contre la montre par équipes aux Jeux olympiques de Barcelone (avec Jaroslav Bílek, Pavel Padrnos et Miroslav Liptak)
- 1993
  -  Champion de République tchèque du contre-la-montre
  -  Champion de République tchèque du contre-la-montre par équipes
  - 3e et 5e étapes de la Course de la Paix
  - 1rea étape du Tour de Basse-Saxe
  - 3e du championnat de Tchécoslovaquie sur route
- 1994
  -  Champion de République tchèque du contre-la-montre
  - 1re étape de la Course de la Paix
  - 2e du Tour du Vaucluse
  - 2e du Tour de Bohême
  - 3e de la Course de la Paix
- 1995
  -  Champion de République tchèque du contre-la-montre
  - Prologue, 2e et 7e étapes du Tour d'Autriche
  - Tour de Slovaquie
  - 2e du Tour d'Autriche
- 1996
  - Sindelfingen-Schleife
  - 1re, 3e, 4e et 6e étapes du Tour de Bulgarie
  - 2e étape du Tour de Rhodes
  - 3e et 10e étapes du Tour de Basse-Saxe
  - 2e du Coca-Cola Trophy
  - 3e du championnat de République tchèque sur route
  - 3e du Tour de Basse-Saxe
  - 5e de la HEW Cyclassics
- 1999
  - 3e du championnat de République tchèque sur route
- 2000
  - Prologue, 2e et 4e étapes du Tour de Rhodes
  - 3e de Brno-Velká Bíteš-Brno
- 2001
  - Tour de Slovaquie :
    - Classement général
    - 1re étape

  - Tour de Vysočina :
    - Classement général
    - 3e étape (contre-la-montre)
- 2002
  - Mémorial Josefa Křivky
  - 3e étape du Tour de Vysočina (contre-la-montre)
  - 3e étape du Bałtyk-Karkonosze Tour
  - 2e du Tour de Vysočina
- 2004
  - Prologue du Tour de Vysočina
  - 2e du Tour de Vysočina

### Autres victoires
- 1989 : Circuit de Devínska Nová Ves
- 1991 : Contre-la-montre de Příbram, course internationale de préparation pour la Course de la Paix à Trutnov (+2 étapes), 1 étape du Grand Prix de Bohumin
- 1992 : Classique nationale de Myjava
- 1993 : Critérium d'Otrokovice, critérium de Příbram, critérium de Plzen (mars), 2 étapes de la Course à Lidice
- 1994 : Critérium de Brno (septembre), critérium d'Otrokovice, critérium de Pilzeň (avril), critérium de Kyjov/Memoriál Jakuba Mrnky, critérium de Příbram
- 1995 : Critérium de Brno (septembre), critérium d'Otrokovice, critérium de Choceň, critérium de Plzeň (juin)
- 1996 : Classique nationale de Milvesko, critérium de Blansko, critérium de Karlovy Vary, critérium de Choceň, critérium de Pardubice, critérium de Plzeň (juin)